# 大眼南氏魚
大眼南氏魚，為輻鰭魚綱水珍魚目小口兔鮭科的其中一種，為深海魚類，分布於北大西洋冰島、格陵蘭、加拿大、愛爾蘭等、西印度洋南非、坦尚尼亞海域，棲息深度0-1400公尺，體長可達24.5公分，棲息在中層水域，生活習性不明。